# 林清源
林清源，福建福州府闽县人，明朝政治人物、進士出身。

## 生平
正統十二年（1447年），福建丁卯乡试中舉。天顺四年（1460年）庚辰科進士，担任户部主事，迁南京工部员外郎。